# ایزومی‌اوتسو، اوساکا
ایزومی‌اوتسو در استان اوساکا در کشور ژاپن واقع شده‌است  که دارای جمعیت ۷۸٬۰۱۴ نفر و مساحت ۱۲٫۸۰ کیلومتر مربع با تراکم جمعیت ۶٬۰۹۵  نفر در کیلومترمربع است و در تاریخ ۱ آوریل ۱۹۴۲ به عنوان شهر شناخته شد.